# Синёво-Дуброво
Синёво-Дуброво — деревня в Сонковском районе Тверской области. Входит в состав Беляницкого сельского поселения.
Расположена в 13 километрах к западу от районного центра Сонково, в 15 км к востоку от города Бежецка.

## Население
| 1859 | 2010 |
| ---- | ---- |
| 287  | ↘18  |

## История
В XVIII—XIX веках в селе Синёво-Дуброво (Синева-Дуброва) Бежецкого уезда Тверской губернии усадьба Хилковых. Здесь родился в 1834 году Михаил Иванович Хилков, министр путей сообщения Российской империи (1895—1905).
По данным 1859 года в Бежецком уезде, на Углицком тракте в 15 верстах от уездного центра — владельческое село Синева Дуброва при речке Велечке, имеет 287 жителей при 29 дворах, 2 православные церкви. В 1887 году в селе Дуброво Бокаревской волости Бежецкого уезда 55 дворов, 355 жителей. В 1914 году в приходе Тихвинской церкви кроме села ещё 6 деревень и хутор (2460 жителей).
В 1970-80-е годы деревня Синево-Дуброво в составе колхоза им. Горького.
В 1996 году входила в состав Пригорского сельского округа Сонковского района, в ней 27 хозяйств, 46 жителей.

## Достопримечательности
- Сохранилась Тихвинская церковь (1784) с деревянным резным иконостасом XVIII века; здесь с 1933 до ареста в 1937 году служил протоиерей Дмитрий Беневоленский, в 1999 году причисленный Русской православной церковью к лику святых как священномученик.
- Остатки усадебного парка, прудов, фундамент главного дома усадьбы (1-я треть XIX века).